# Menthol
Menthol čili 2-isopropyl-5-methylcyklohexan-1-ol je bílá či průhledná a za pokojové teploty krystalická látka charakteristické vůně. Je součástí silice máty peprné a z chemického hlediska se řadí, podobně jako například kafr, pinen, citral, myrcen nebo geraniol mezi monoterpeny – jeho základem jsou 2 isoprenové jednotky. Jako většina terpenů má lipofilní charakter. Menthol má mírné lokálně anestetické účinky a snižuje podráždění jícnu. Je taktéž slabým agonistou κ-opioidového receptoru. Chladivý pocit při konzumaci, vdechnutí, či nanesení na pokožku způsobuje jeho schopnost chemicky spouštět teplotní receptory TRPM8.